# Мохамед Магди
Мохамед Магди Кафша (араб. محمد مجدي‎; род. 6 марта 1996, Эль-Гиза) — египетский футболист, полузащитник клуба «Аль-Ахли» (Каир) и сборной Египта.

## Клубная карьера
Магди начал карьеру в клубе ЕНППИ. В 2013 году он дебютировал за команду в чемпионате Египта. В 2014 году для получения игровой практики Мохамед на правах аренды перешёл в «Эль-Раджу». 8 апреля 2015 года в поединке против своего предыдущего клуба ЕНППИ он забил свой первый гол за команду. После окончания аренды Магди вернулся обратно. 7 июля 2017 года в поединке против «Тала Аль Гаиш» Мохамед забил свой первый гол за ЕНППИ.

## Международная карьера
27 марта 2018 года в товарищеском матче против сборной Греции он дебютировал за сборную Египта, заменив во втором тайме Амра Варду.